# Bitwa pod Somosierrą
Bitwa pod Somosierrą – trwająca osiem do dziesięciu minut szarża trzeciego szwadronu 1. Pułku Szwoleżerów Gwardii Cesarskiej, przeprowadzona 30 listopada 1808 rano (około godziny 10.30) na przełęcz Somosierra w Hiszpanii na wysokości 1444 metrów n.p.m., przy 200-metrowej różnicy poziomów. Zakończyła się zdobyciem wąwozu przez polskich szwoleżerów i sukcesem armii napoleońskiej. Bitwa ta otworzyła Napoleonowi drogę na Madryt i pozwoliła kontynuować kampanię hiszpańską.

## Tło konfliktu
Cesarz Napoleon Bonaparte, aby doprowadzić do kryzysu gospodarczego w Wielkiej Brytanii, zmierzał do wprowadzenia całkowitej blokady kontynentalnej, która miała odciąć Europę od wszelkich towarów sprowadzanych z (a także wysyłanych do) Anglii i wywołać na Wyspach zapaść ekonomiczną, a króla Jerzego III zmusić do negocjacji. Blokada, by zadziałać, musiała być szczelna: od Półwyspu Iberyjskiego po Rosję; dzięki pokojowi w Tylży Napoleon w roku 1807 miał teoretycznie pod swoją kontrolą ziemie od Pirenejów po Dwinę, wystarczyło zatem zneutralizować Hiszpanię i Portugalię, aby całkowicie uszczelnić blokadę.
Francuzi w listopadzie 1807 roku wkroczyli przez Hiszpanię do Portugalii obalając niechętną im dynastię Bragança, której bronił korpus brytyjski Arthura Wellesleya. Hiszpania w tym czasie znajdowała się w stanie kryzysu na skutek sporów dynastycznych umiejętnie podsycanych przez Francuzów. Przemarsz Wielkiej Armii w drodze do Portugalii dodatkowo powiększył chaos. Karol IV Burbon, aby uniknąć obalenia przez Napoleona, wszedł z nim w formalny sojusz. W marcu 1808 roku został jednak zmuszony przez lud Madrytu do abdykacji. Jego miejsce zajął niechętny Napoleonowi i sprzyjający Anglikom Ferdynand VII. Obie strony konfliktu dynastycznego w Hiszpanii zostały przez Napoleona zaproszone na rokowania do Bayonne. Napoleon jednak, zamiast podjąć rokowania, uwięził obu władców, zaś królem Hiszpanii mianował swego brata Józefa Bonaparte.
Na miesiąc przed przybyciem nowego władcy do Hiszpanii, 2 maja 1808 roku wybuchło powstanie ludowe Dos de Mayo. Józef Bonaparte, przezywany przez niechętnych mu Hiszpanów Don José lub Pepe Botella, dotarł do Madrytu dopiero w lipcu. Jednak 20 lipca wojska francuskie pod dowództwem gen. Duponta poniosły porażkę pod Bailén, co wywołało spontaniczny wybuch powstania w całej Hiszpanii, zmuszając Józefa Bonaparte do ucieczki z Madrytu. W zaistniałej sytuacji Napoleon w listopadzie 1808 roku osobiście poprowadził kampanię wojskową mającą odzyskać francuską kontrolę nad Hiszpanią.

## Przed bitwą

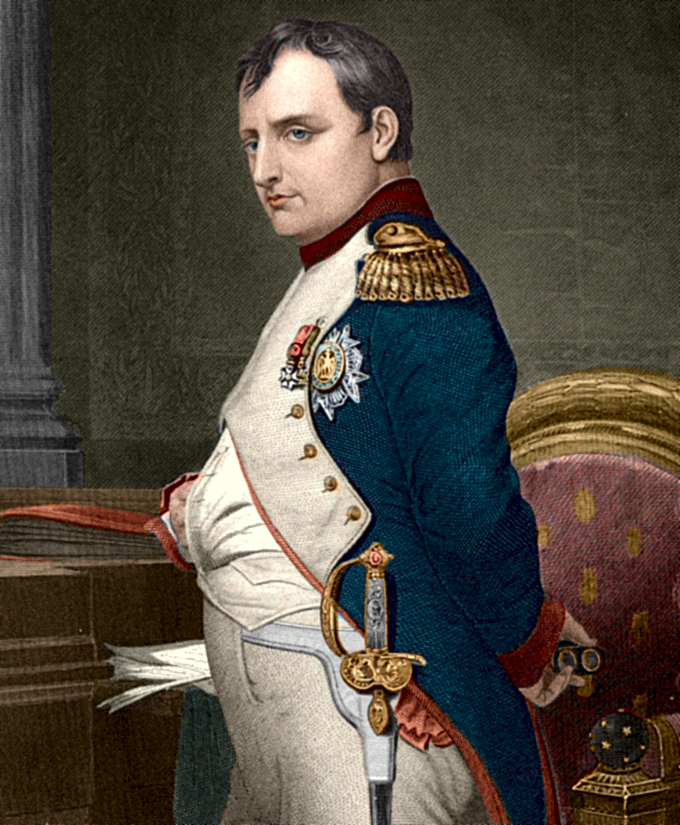
Cesarz Francuzów

Podczas kampanii hiszpańskiej Napoleon zamierzał zdobyć Madryt, który pozostawał w tym czasie w rękach powstańców. W dniu 23 listopada ruszył z wziętego właśnie Burgos. Aby przedostać się do stolicy od strony północno-wschodniej, armia mogła iść głównym gościńcem przez Valladolid i Segowię, ale cesarz wybrał drogę krótszą (przez Lermę i Arandę), na której musiał pokonać przełęcz Somosierra w górach Ayllón, będących zachodnią odnogą pasma Guadarrama. Była ona ostatnim przed Madrytem punktem obrony Hiszpanów pod dowództwem generała Benito de San Juana. Generał ten (dysponując niewielkimi raczej siłami) uznał, że przy tak dogodnym ukształtowaniu terenu na przełęczy wystarczy odpowiednio ustawić artylerię, aby zatrzymać armię napoleońską. Długa i kręta droga wiodąca na szczyt przełęczy uniemożliwiała pokrycie jej ogniem artyleryjskim z jednego stanowiska. Szesnaście dział regimentowych 8-funtowych (kaliber 100 mm) o skutecznym zasięgu około 800 m podzielono więc na cztery baterie na odcinku 2500 metrów, co pozwoliło na zabezpieczenie większości drogi wiodącej na szczyt.
Wszystkie baterie były 4-działowe (przy czym dwa środkowe działa każdej baterii zostały pozbawione kół po to, by wszystkie mogły zmieścić się obok siebie na drodze o szerokości 8 metrów, ograniczonej na całej długości ok. 1-metrowej wysokości kamiennym murkiem i obsadzonej topolami). Pierwsza z nich ustawiona została około 300 metrów za rowem, który wykopano w poprzek drogi, biegnącej od podnóża pasma Guadarramy ku przełęczy, dla uniemożliwienia Francuzom przeciągnięcia – pod ogniem – własnych armat. Druga bateria stała na zakręcie 800-1000 metrów za pierwszą. Położenie takie dawało możliwość strzelania wzdłuż traktu. Na kolejnym zakręcie drogi, około 600 metrów dalej była trzecia bateria, która miała za zadanie prowadzenie ewentualnego ostrzału po najdłuższej prostej. Działa stały, prawdopodobnie, za koszami wypełnionymi ziemią. Ostatnia, czwarta bateria znajdowała się 800 metrów za trzecią, na samej prawie przełęczy. Zaledwie 400 metrów dalej znajdowały się już pierwsze zabudowania wioski Somosierra.
San Juan dowodził 12 tysiącami ludzi tzw. Armii Rezerwowej, jednak w wyniku wcześniejszych działań francuskich musiał przesunąć w kierunku Sepúlvedy 4 tys. swoich żołnierzy pod dowództwem gen. Juana José Sadeny, zaś na samej przełęczy były rozmieszczone wspomniane działa (około 200 artylerzystów) i kilka tysięcy w większości nieregularnej piechoty, która miała bronić zboczy opadających dość łagodnie ku dolinom. Możliwe, że żołnierze ci byli okopani, choć bardziej prawdopodobne, że chowali się za murkami grodzącymi pastwiska i licznymi blokami skalnymi.

## Bitwa

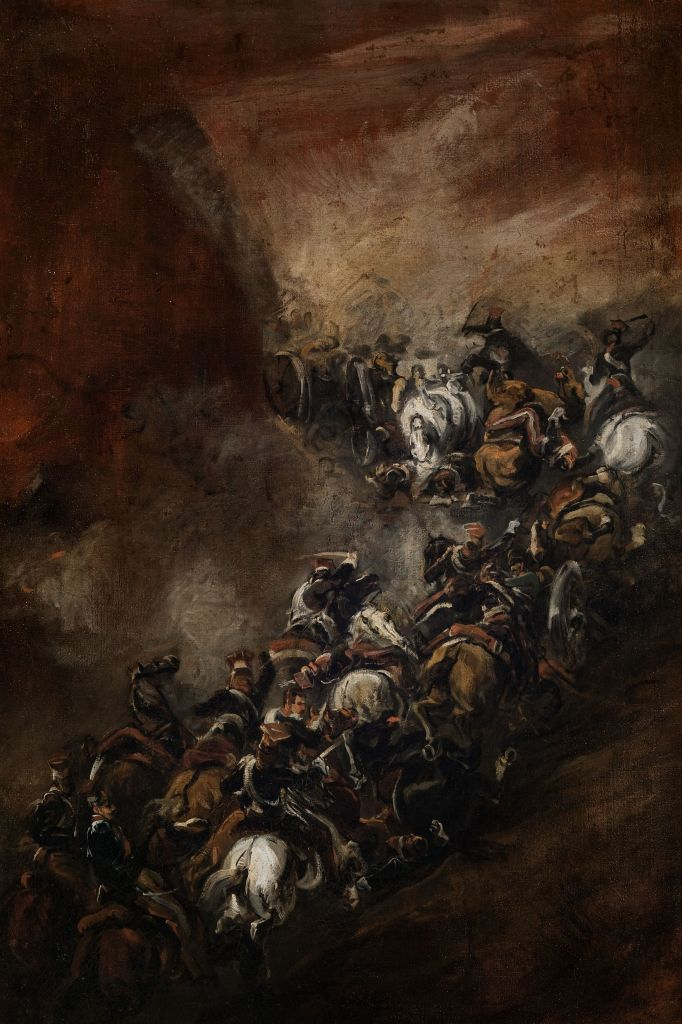
"Bitwa pod Somosierrą", Obraz Piotra Michałowskiego, ol/pł, wym. 106 cm x 71 cm, ca 1837, Muzeum Narodowe w Krakowie

Po zwycięskiej potyczce pod Burgos, 29 listopada 40-tysięczna armia napoleońska pod dowództwem samego cesarza wyruszyła z Arandy, przekroczyła rzekę Duero i zatrzymała się w miasteczku Boceguillas. Cesarz miał okazję zapoznać się tam z raportami francuskiego zwiadu opisującego pozycje i działania wojsk San Juana oraz wyruszyć osobiście na rozpoznanie. Pojawił się tam wczesnym rankiem 30 listopada, ale z powodu gęstej mgły niewiele widział. W rzeczywistości pozycja hiszpańska była niemal nie do zdobycia bez długotrwałego szturmu piechoty i znacznych strat. Jak pisał po latach Józef Załuski: „Droga zwężona w tym wąwozie wiła się na pochyłości między skałami obsadzonymi piechotą a na czterech jej zagięciach stało po cztery dział, które ją ostrzeliwały we wszystkich jej kierunkach” .
Rano 30 listopada trzy francuskie pułki piechoty wraz z sześcioma działami dotarły do wejścia do przełęczy. Na rekonesans wysłano francuskich strzelców konnych, których mogły wspierać jednak tylko 2 działa (pozostałe utknęły na drodze zatarasowanej przez piechotę i kawalerię). Postępujący naprzód szaserzy po chwili zostali zasypani gradem kul z pierwszej baterii i zmuszeni do cofnięcia się poza rów, który tymczasem piechota – korzystając z zalegającej doliny gęstej mgły – zdołała częściowo zasypać. Piechota francuska posuwała się śmiało naprzód, ale około godz. 9 mgła się podniosła i piechurzy znaleźli się pod huraganowym ogniem piechoty i artylerii hiszpańskiej (liczono do 4 pocisków działowych i 400 karabinowych na minutę) . W tym samym mniej więcej czasie podporucznik Andrzej Niegolewski został wysłany ze swym plutonem w góry celem zdobycia „języka”, nie był więc przy szwadronie, gdy padł decydujący rozkaz cesarski.
Cesarz, zdenerwowany odwrotem piechoty, polecił generałowi Montbrunowi, dowódcy straży przedniej, by na baterie uderzył polski szwadron służbowy, którym dowodził szef 3. szwadronu Jan Leon Kozietulski (w zastępstwie; właściwy dowódca, Ignacy Stokowski, nie dotarł jeszcze z Francji). Z uwagi na brak plutonu, z którym odjechał Niegolewski, do ataku miało ruszyć około 125 szwoleżerów oraz kilku ochotników. Nie wiadomo do dziś, czy cesarz zamierzał rzeczywiście zdobyć szarżą lekkokonnych przełęcz, czy też myślał o rozpoznaniu bojem pozycji hiszpańskich.

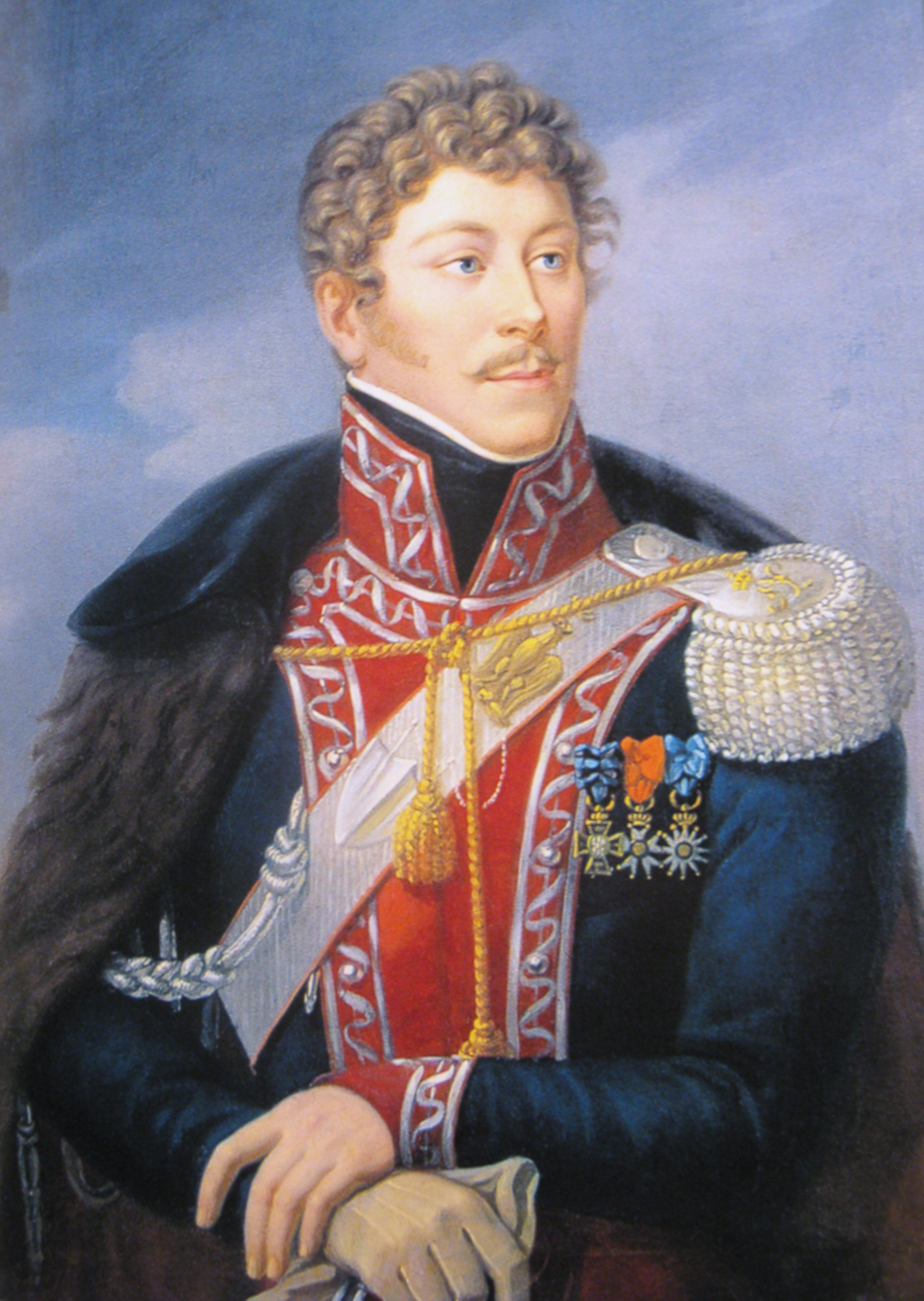
Pułkownik Jan Leon Kozietulski po roku 1815

Z boku drogi, a więc 3–4 km za Boceguillas i u wejścia na przełęcz, ustawiły się 3. kompania kpt. Jana Nepomucena Dziewanowskiego, a za nią 7. kompania kpt. Piotra Krasińskiego; plutony prowadzili por. Stefan Krzyżanowski, ppor. Gracjan Rowicki, Ignacy Rudowski i Benedykt Zielonka. Kolumnę zamykał por. Wincenty Leon Szeptycki. Dla większości z nich miała to być pierwsza w życiu prawdziwa bitwa.
Generał Montbrun, doświadczony kawalerzysta, zorientowawszy się w sytuacji zawrócił do stojącego pół kilometra w tyle cesarza i zameldował, że szarża wprost na armaty jest niemożliwa, w czym poparł go szef sztabu armii, marszałek Berthier, ale zniecierpliwiony Napoleon odpowiedział: „Zostawcie to Polakom!” (fr. Laissez faire aux Polonais!) i kazał adiutantowi, mjr. de Ségur, zawieźć ponownie rozkaz Polakom. Ségur nie tylko dostarczył rozkaz, ale sam przyłączył się do szarży.
Na komendę Kozietulskiego: „Naprzód! Niech żyje cesarz!” (według innych źródeł miał krzyknąć: Naprzód, psiekrwie, cesarz patrzy!, potwierdza taką wersję nawet Wacław Gąsiorowski) szwoleżerowie z obnażonymi szablami ruszyli galopem przechodzącym w cwał i wkrótce wpadli wprost na pierwszą baterię. Kiedy byli tuż przed nią, padła pierwsza mordercza salwa, która jednak nie załamała ataku. Fala jeźdźców nie zatrzymała się nawet na chwilę, przelatując nad armatami i tnąc kanonierów hiszpańskich w przelocie. Kozietulski, pod którym padł koń, został na miejscu, lekko tylko kontuzjowany. Na pozycję wyjściową za mostkiem wrócił pieszo jako jeden z pierwszych.
W mniej niż dwie minuty po zdobyciu pierwszej, szwoleżerowie pod komendą Dziewanowskiego dotarli do drugiej baterii. Dzięki wysokiemu tempu szarży artylerzyści z drugiej baterii nie zdążyli zadać wielkich strat Polakom i zaraz padli pod szablami. Dalej, po kolejnym zakręcie, szwoleżerowie wpadli na trzecią baterię, obsługa armat miała dużo czasu, aby wycelować i odpalić. Tu zginął porucznik Krzyżanowski, a Dziewanowski został ciężko ranny. Jednak mimo ponoszonych strat, zarówno od ostrzału artyleryjskiego, jak i karabinowego (zwłaszcza z prawej flanki), impet ataku był tak duży, że zmiótł obronę i działa się już nie odezwały.

Samosierra (January Suchodolski): na ziemi przygnieciony koniem Niegolewski, z lewej szwadron Łubieńskiego

Przed szwoleżerami został ostatni fragment drogi, biegnącej lekkim łukiem w prawo i wznoszącej się coraz bardziej stromo, gdzie dogonił (i przegonił z częścią plutonu) kolegów Niegolewski, który objął dowodzenie. Tu najwięcej było hiszpańskich piechurów stojących kilkanaście kroków od drogi i strzelających do polskich szwoleżerów. Polacy zdołali zdobyć czwartą baterię, ale była ich już tylko garstka. Niegolewski padł przygnieciony zabitym koniem i zaraz podbiegło do niego kilku Hiszpanów kłując go bagnetami oraz strzelając z karabinów, przyłożywszy wyloty luf do jego czapki, co w rezultacie osłabiło impet kul i pozwoliło mu przeżyć.
Wśród ostatnich żołnierzy szwadronu Kozietulskiego, zdobywających działa IV baterii, był wachmistrz Wiktor Roman, który dwukrotnie ranny jako ostatni padł przy hiszpańskich działach. Jego zasługi w szarży potwierdził Napoleon w uzasadnieniu nominacji na podporucznika: Dowodził pierwszym plutonem szwadronu, który odbył szarżę na Sommo-Sierra.
W tej samej niemal chwili do niedobitków oddziału szturmowego dołączyli francuscy strzelcy konni wysłani przez Napoleona, który z uwagą śledził przebieg szarży, oraz piechota, na widok której Hiszpanie zaczęli się cofać, a w końcu w popłochu uciekać. Po kilku następnych minutach na polu bitwy pojawił się – wysłany na rozkaz cesarza – 1. szwadron pod Łubieńskim, a wkrótce pozostałe szwadrony lekkokonnych z dowódcą pułku, Wincentym Krasińskim na czele i szwoleżerowie rozpoczęli pościg za wojskiem San Juana.
Nad rannym Niegolewskim pochylił się dowódca jazdy gwardii marszałek Jean-Baptiste Bessières. Niegolewski pewien, że umiera wyszeptał do niego: „Monseigneur, umieram, oto armaty, które zdobyłem. Powiedz o tym cesarzowi!”. Polak jednak przeżył. Inny oficer, Jan Nepomucen Dziewanowski, któremu kula armatnia urwała nogę przed trzecią baterią, zmarł parę dni po bitwie (5 grudnia).
Polacy prowadzili pościg przez ponad 4 mile biorąc z marszu miasto Buytrago i zdobywając wiele cennego sprzętu wojennego i jeńców. Szwoleżerowie (i idące z nimi oddziały szaserów) rozproszyli oddziały hiszpańskie, część zabili, a część wzięli do niewoli. W tym samym czasie francuscy piechurzy zajęli całą przełęcz i okoliczne szczyty, opatrując po drodze szwoleżerów rannych i oswobadzając przygniecionych końmi.

## Po bitwie

Wzięcie jeńca na przełęczy
Juliusz Kossak

Podczas bitwy zginęli oficerowie: kapitan Dziewanowski (zmarł kilka dni później), porucznik Krzyżanowski, podporucznicy Rowicki i Rudowski; podoficerowie: wachmistrz Sokołowski i brygadier Mroczek; szwoleżerowie: Białkowski, Ciesielski, Drodziński, Drożdżewski, Jasiński, Kowalski, Rokuszewski, Rymdzyko, Strachowski, Sulczycki, Turczyński, Wasilewski, Żabałowicz, Żurawski, Żylicz oraz Nieszworowicz (zaginął bez wieści). Łącznie straty w zabitych i rannych wyniosły 57 ludzi (w tym 22 zabitych i zmarłych z ran po bitwie). Ubyło kilkadziesiąt koni.
Straty Hiszpanów nie są znane nawet w przybliżeniu. Zapewne zginęła większość obsługi armat, a do niewoli zostało wziętych około 3 tysięcy żołnierzy. Średnie tempo szarży wynosiło około 19 km/godz., było więc – zważywszy na nachylenie stoku, nieustający ostrzał i przeszkody w postaci obstawionych koszami z ziemią armat – bardzo wysokie. Straty w koniach spowodowały, że zaledwie kilkunastu szwoleżerów dojechało na szczyt, natomiast straty w ludziach – biorąc pod uwagę, że szarżowano wąskim korytarzem wprost na armaty – nie były tak wielkie, jak można się było spodziewać.
Podczas ataku szwoleżerów na czwartą baterię ranny został generał San Juan, jednak mimo obrażeń zdołał uciec do Talavery, gdzie podejmował próby odbudowania swojej armii i gdzie w końcu został zamordowany przez swoich własnych żołnierzy z nieregularnych oddziałów.
Cesarz, który posuwał się w górę tuż za wojskiem i widział zabite konie, martwych, rannych i kontuzjowanych szwoleżerów, był pod wrażeniem szarży, czemu dał wyraz najpierw dekorując krzyżem Legii Honorowej rannego Niegolewskiego, a następnie, 1 grudnia, rozkazując płk. Krasińskiemu sformować pułk w szyk bojowy z dobytymi szablami. Gdy padła komenda „baczność!”, Napoleon zdjął kapelusz i zawołał: „Cześć najdzielniejszym z dzielnych!” (fr. Honneur aux braves des braves!), po czym odbyła się defilada lekkokonnych, czemu przyglądała się cała gwardia cesarska wyrażając podziw dla Polaków, którymi dotąd raczej pogardzano. Wśród gwardzistów jął szerzyć się nawet swoisty „kult” lekkokonnych, skutkiem czego wiele późniejszych formacji Wielkiej Armii przyjmowało polskie mundury z charakterystycznymi rogatywkami i polskim krojem mundurów. Najbardziej znaną tego typu formacją był pułk lansjerów holenderskich, których mundury nie różniły się niczym (poza kolorem) od polskich. Znani byli jako „Czerwoni Lansjerzy”.
Pierwszą relacją o bitwie był list Tomasza Łubieńskiego do żony, napisany wieczorem 30 listopada w Buytrago:

Mieliśmy wiele rozpraw, z których dzięki Opatrzności wyszliśmy szczęśliwie, a szczególnie z dzisiejszej bitwy pod Somosierrą możemy się pochwalić, że rozstrzygnęliśmy los tej bitwy (...) uderzeniem na nieprzyjaciela. Zabraliśmy mu 13 armat, 5 sztandarów i rozproszyliśmy zupełnie, a to w wąwozie prawie nieprzystępnym dla jazdy. Kozietulski okrył się sławą. Biedny, lecz odważny Dziewanowski umarł, utraciwszy nogę. Niektórzy z naszych walecznych ziomków polegli, okrywszy się chwałą. Między tymi liczono trzech oficerów. Między rannymi jest trzech oficerów, którym wszakż nie grozi niebezpieczeństwo. Kozietulski miał zabitego pod sobą konia i surdut przestrzelony. Sława tego dnia przypadła zupełnie nam w udziale...

W dwa dni po bitwie przez wąwóz przejeżdżał Dezydery Chłapowski. Widział on jeszcze nie uprzątnięte i nie pochowane ciała poległych szwoleżerów, które z wolna pokrywał padający od rana śnieg. W samej wiosce na przełęczy Chłapowski spotkał kilku rannych szwoleżerów, których dopiero w jego obecności (i na skutek jego interwencji) zabierano do szpitali w Madrycie.

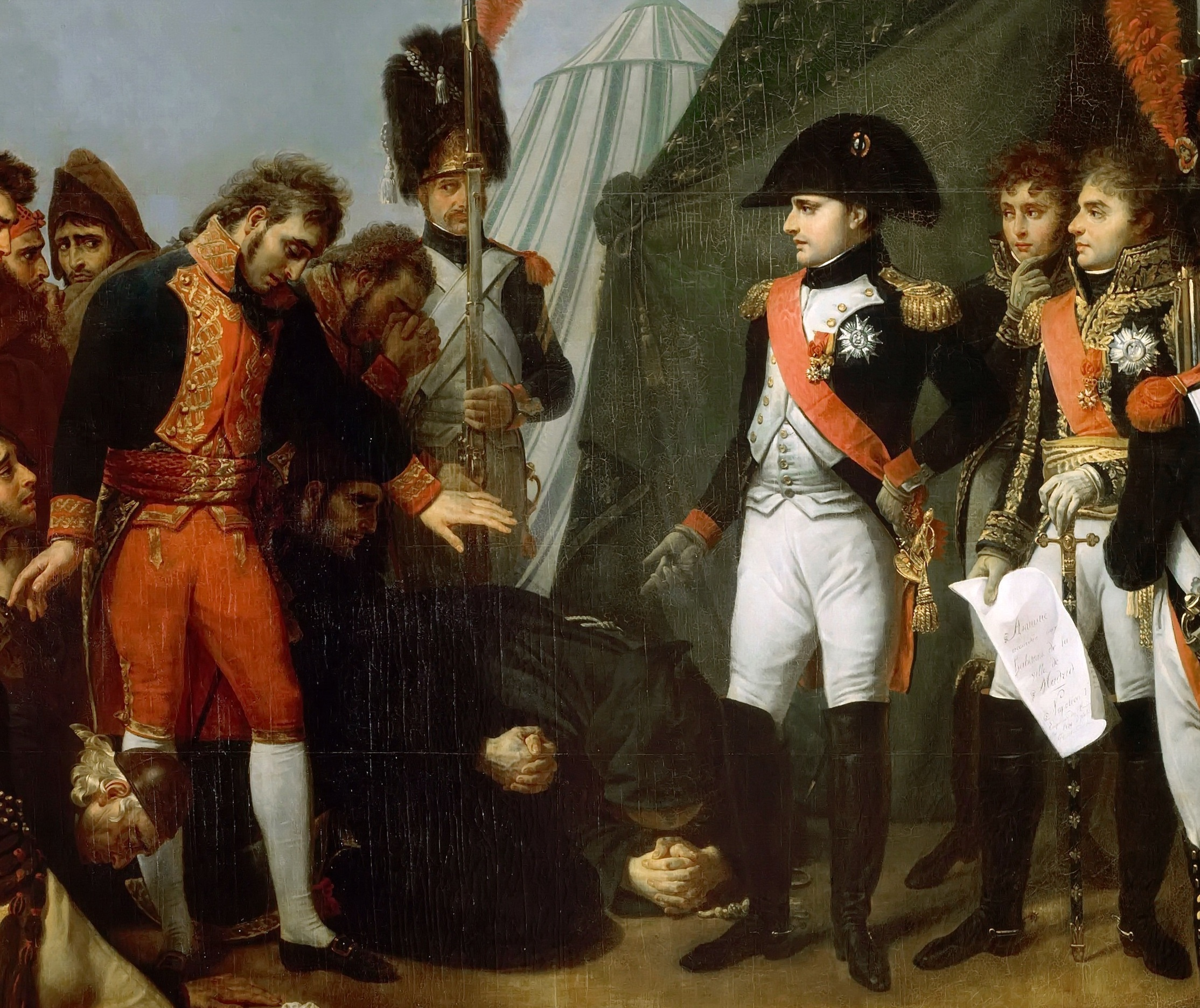
Kapitulacja Madrytu, mal. Antoine-Jean Gros

2 grudnia, na postoju w okolicach Madrytu, cesarz podyktował treść XIII Biuletynu Armii Hiszpanii oceniającego operację somosierską, w której wychwalał Polaków, ale (ku zdziwieniu uczestników szarży) główną rolę oddał gen. Montbrunowi i mjr. Ségurowi. Tym samym szarża polska stała się szarżą polsko-francuską, co było zgodne z praktykowaną narodowościową polityką Napoleona.
Świetna szarża polskich szwoleżerów pozwoliła Napoleonowi kontynuować marsz w stronę Madrytu i dokonać ostatecznego podboju Hiszpanii. Była to jedna z „najtańszych” napoleońskich bitew. Okupacja Hiszpanii była jednak w konsekwencji dla Napoleona bardzo kosztowna. Musiał w tym kraju stale utrzymać kontyngent 370 tysięcy żołnierzy (od roku 1810), co znacznie uszczupliło jego siły, na innych teatrach działań w Europie, nie przynosząc Francji większych korzyści. Wśród wojsk okupujących Półwysep Iberyjski znalazła się także Legia Nadwiślańska pod dowództwem płk. Józefa Chłopickiego oraz piechurzy I Dywizji Księstwa Warszawskiego walcząc pod Saragossą i Fuengirolą.
Polscy szwoleżerowie odznaczyli się jeszcze wielokrotnie, m.in. w bitwach pod Wagram, nad Berezyną, a do Warszawy wrócili (bez szwadronu Jerzmanowskiego, który towarzyszył Napoleonowi na Elbie) 8 września 1814 roku. Niemal wszyscy zostali oficerami w armii Królestwa Polskiego i brali udział w powstaniu listopadowym .

## Kontrowersje

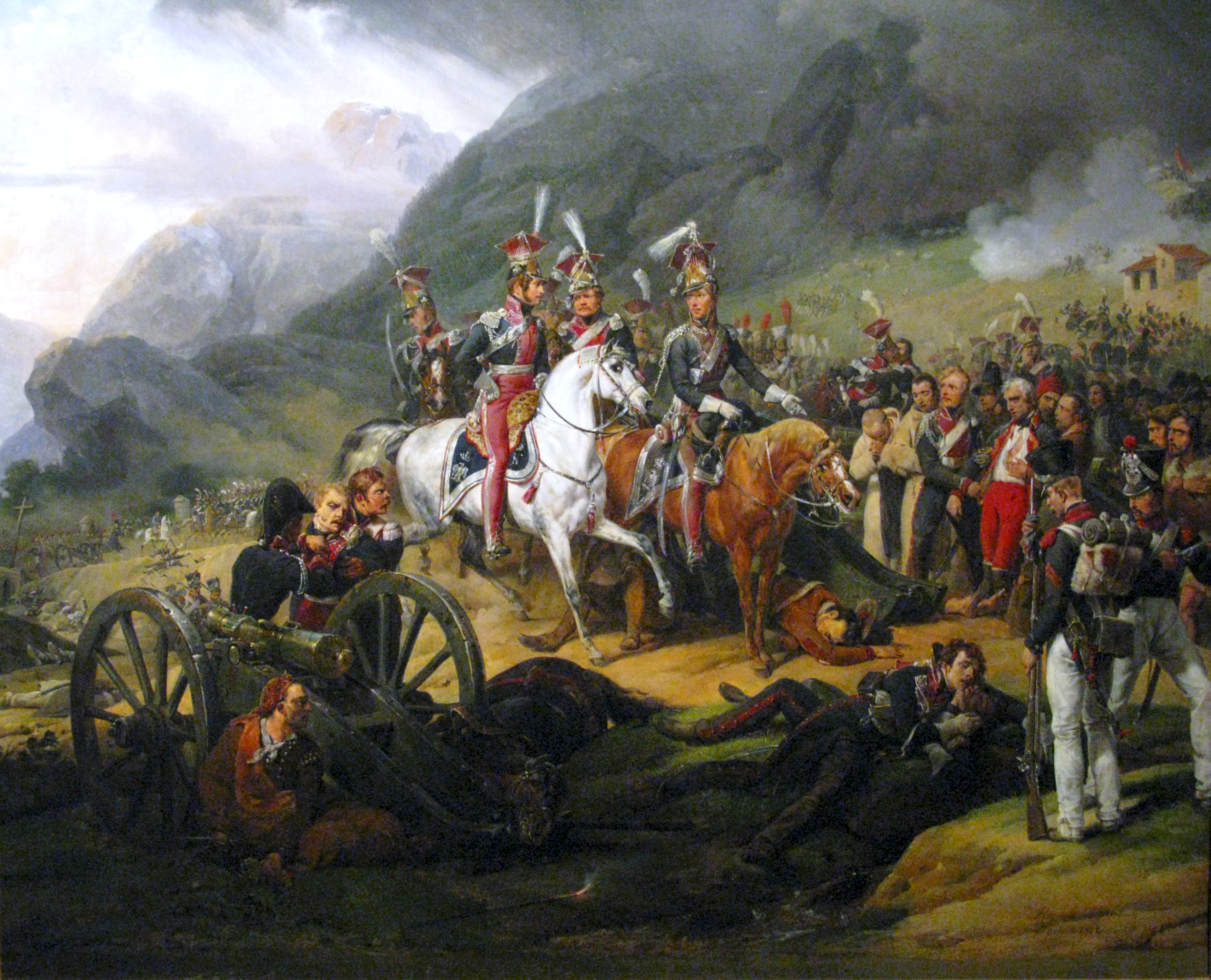
Bitwa pod Somosierrą, na obrazie Horace’a Verneta

Mimo że starcie trwało zaledwie kilka minut, brało w nim udział stu kilkudziesięciu ludzi i było opisywane przez wielu świadków, ustalenie obiektywnej prawdy stanowi trudność. Zarówno wspomnienia uczestników, jak i późniejsze opracowania, pełne są niedomówień, przekłamań, celowego naginania faktów do własnego założenia, co dodatkowo utrudnia rzeczowe ustalenia.
Autorzy niektórych wspomnień (pisanych przeważnie po wielu latach) kreują się na zwycięskich wodzów, jak Ségur (twierdził, że jechał dziesięć, a nawet czterdzieści kroków przed szwoleżerami), Niegolewski (rzekomo dokonywał reorganizacji szwadronu przed szarżą na ostatnią baterię „po lewej”), czy też Wincenty Krasiński (dowodził, bo był dowódcą pułku), co powoduje, że trudno przyjmować ich relacje bezkrytycznie. Podobnie mało wiarygodni są autorzy niektórych opracowań, jak np. Bielecki, który – dla uzasadnienia nagłego rozkazu napoleońskiego – opowiada o uprowadzeniu przez Hiszpanów jednego z żołnierzy plutonu Niegolewskiego podczas patrolu, z którego to powodu Napoleon miał wpaść w złość i kazać szarżować wąwóz właśnie Polakom.

### Długość odcinka i czas trwania szarży
Według różnych źródeł odcinek od rowu przecinającego drogę do ostatniej baterii wynosił od 2000 do 4000 metrów  zaś czas jej trwania od 7 przez 8 nawet do 10-12 minut. Najwięcej jednak zapisów mówi o 2500 metrach do pokonania i 8 minutach trwania szarży i takie też dane należy przyjąć jako najbardziej wiarygodne.

### Liczba uczestników
W opracowaniach liczba ta waha się od 80, przez 140 , do około 200, przy czym wraz z upływem czasu rosła liczba uczestników, co wynikało zarówno z chęci „wpisania się na listę bohaterów”, jak i nie do końca sprecyzowanego znaczenia terminu „szwadron”. Uczestnicy szarży i jej bezpośredni obserwatorzy, przede wszystkim pamiętnikarz Pułku, Józef Załuski, mówią o 125 szwoleżerach, co świadczyłoby, że w szarży brał udział „półszwadron”, czyli jedna z dwóch kompanii 3. szwadronu. W opisach znajdujemy jednak, że gen. Montbrun przed bitwą ustawił na poboczu drogi dwie kompanie, 3. i 7., a więc cały szwadron, który w pełnym składzie winien był liczyć 250 szwoleżerów, w tym co najmniej 20 żołnierzy tyłowych, jak trębacze, kowale itp. Jeśli w szarży brały udział obie 3. i 7. kompania trzeciego szwadronu w pełnym składzie (o czym zdają się świadczyć nazwiska dowódców kompanii i plutonów), liczba jej uczestników wynosiłaby 11 oficerów i 200 szwoleżerów. Najbardziej przekonywające wydaje się twierdzenie, że w szarży brał udział cały szwadron, ale w stanie jeszcze niepełnym (jako że uzupełnienia cały czas dochodziły) oraz bez plutonu Niegolewskiego (1 oficer i 25 ludzi) wysłanego na zwiady i wzmocnionego o „kilku chwatów”. W tym sensie liczba 125 szwoleżerów, plus pewna liczba ochotników (tylko jednego znamy z nazwiska, co o niczym nie świadczy) wydaje się najbliższa prawdy. Pawly dodaje, że część szwoleżerów wszystkich szwadronów pełniła funkcje dodatkowe: w eskorcie poszczególnych marszałków, jak np. Bessièresa, na tyłach celem uzupełniania wyposażenia, na patrolach i w pikietach rozstawionych u podnóża pasma Guadarramy.

### Liczba dział w bateriach i liczba zakrętów

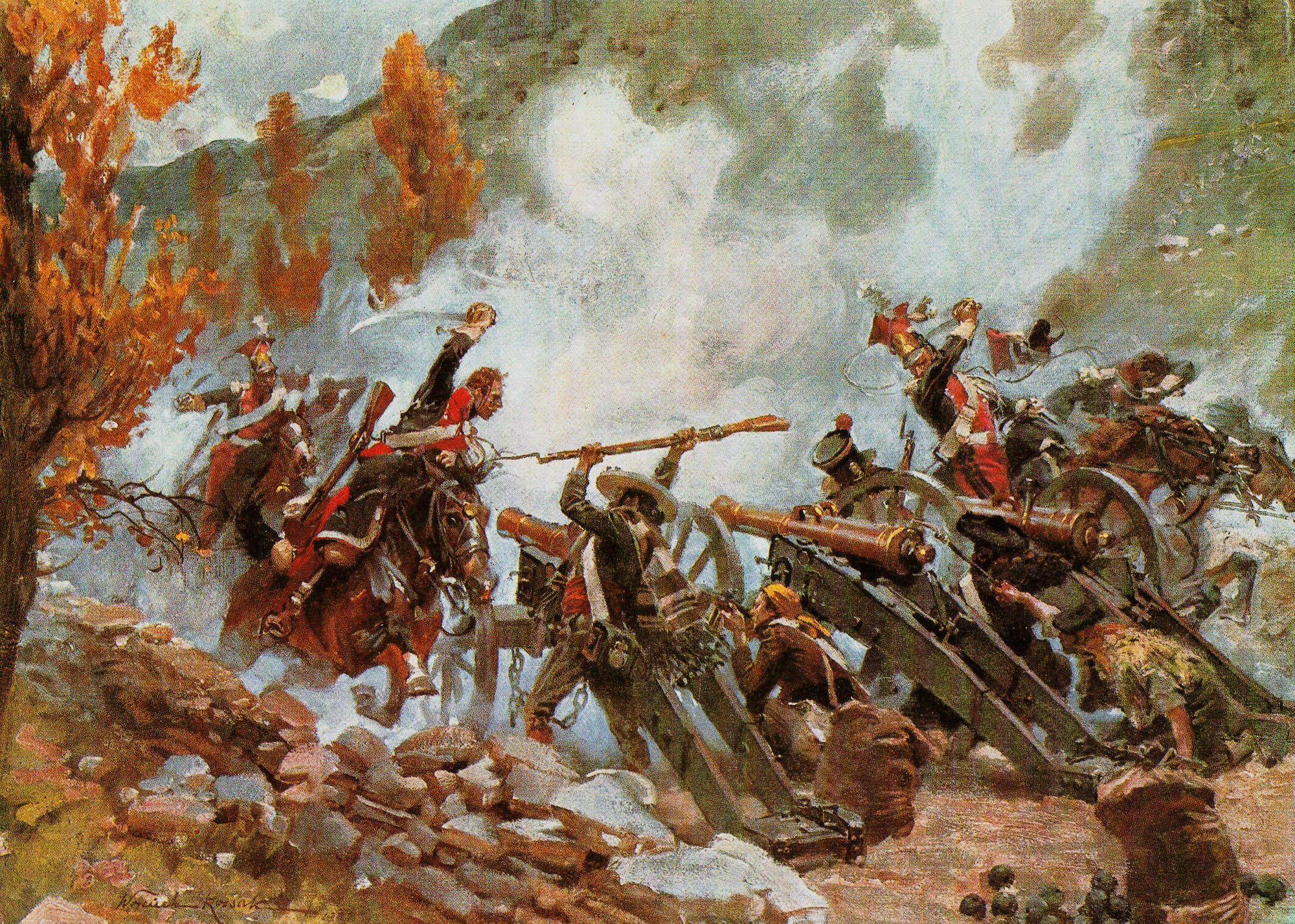
Fragment panoramy W. Kossaka. Wyraźnie widać, że środkowe działo pozbawione jest kół i że obok dział mieści się jeszcze trzech jeźdźców

W niektórych opracowaniach  (wbrew trudnym do zanegowania relacjom uczestników bitwy) mowa jest o trzech bateriach 2-działowych i jednej 10-działowej na samej przełęczy. Według analizy zdjęć satelitarnych były tylko dwa zakręty drogi i to o stopniu skrętu o około 15°-25°. Pierwsza bateria stała na wprost wjazdu na drogę, ostatnia na samej przełęczy (albo raczej tuż poniżej). Na nieukończonej panoramie Kossaka (który – w listopadzie roku 1898 – był na miejscu jeszcze przed przebudową drogi i wszystko dokładnie obejrzał, czego nie mógł już dokonać Zawodny w roku 1999, bowiem zastał drogę wyprostowaną, zabetonowaną, wyasfaltowaną, z tunelem pod samą przełęczą ) wyraźnie widać, że środkowe działa baterii są pozbawione kół. Jeśli przyjmiemy, że droga (ograniczona kamiennym murkiem z obu stron) miała 7-8 metrów szerokości, a rozstaw kół ówczesnych lekkich i średnich dział polowych wynosił 130–140 cm, to cztery 8-funtowe działa regimentowe, w tym jedno lub dwa wewnętrzne pozbawione kół, mogły się tam zmieścić. W tym ujęciu twierdzenie świadków bitwy mówiących o 4 bateriach 4-działowych ma swoje uzasadnienie. Można wprawdzie − nadal za obrazem Kossaka − przyjąć, że niektóre baterie (zapewne druga i trzecia) były trzydziałowe, natomiast najsilniejszymi baterie pierwsza (4 działa) i czwarta (6), ale nie ma co do tego żadnej pewności.

### Dowództwo podczas szarży
W pamiętnikach i opracowaniach możemy znaleźć kilku oficerów, którzy rzekomo dowodzili szwoleżerami. Są nimi pułkownik Krasiński, generał Montbrun, major Ségur oraz kapitan Łubieński. Krasiński był daleko od pola bitwy i nie mógł szarżą dowodzić, a na przełęczy pojawił się dopiero wtedy, gdy pozostałe szwadrony lekkokonnych prowadziły pościg za uchodzącymi Hiszpanami, zaś Montbrunowi i Ségurowi przypisano zwycięstwo w 13. Biuletynie Armii Hiszpanii. W rzeczywistości Montbrun przekazał jedynie Polakom cesarski rozkaz ataku, a Ségur dowodził wcześniejszym rekonesansem francuskich szaserów, a w szarży wziął udział na ochotnika, ale niczym nie dowodził. Łubieński dowodził 1. szwadronem w końcowej fazie bitwy (po zdobyciu ostatniej baterii), kiedy jego szwoleżerowie atakowali uciekających Hiszpanów.
Na czele szwadronu (wprawdzie w zastępstwie, ale jednak) stał Kozietulski i to jemu wydany został rozkaz uderzenia, tak więc tylko on może być uznawany za dowodzącego szarżą. Kwestię dowodzenia 3. szwadronem tak przedstawił kronikarz pułku, Józef Załuski:

Trzeci szwadron (...) był rano dnia 30 listopada, w obecności piszącego, pod Bocequillas wykomenderowany przez adiutanta-majora Duviviera na służbę do cesarza, a ponieważ szef szwadronu trzeciego, Ignacy Stokowski, nie był jeszcze z Francyi nadjechał do pułku, a było obecnych tylko trzech szefów szwadronu: Łubieński, Kozietulski i Henryk Kamieński, więc Duvivier naznaczył z kolei Kozietulskiego, ażeby z trzecim szwadronem odjechał na służbę do cesarza.

### Kolumna czwórkowa
W dyskusjach na temat szarży często podnoszona jest kwestia czwórkowego ustawienia atakującej kolumny szwoleżerów z sugestią  , że na szerszy szereg nie pozwalała wąska droga (co automatycznie nasunęło pomysł zmniejszenia liczby dział do dwóch). Tymczasem atak w kolumnie czwórkowej wynikał z regulaminu musztry lekkiej jazdy francuskiej (której pułk lekkokonnych podlegał) zakładającego, że jeśli – ze względu na szczupłość miejsca – nie da się atakować rozwiniętym pułkiem, szwadronem lub plutonami, wówczas atak jest prowadzony w kolumnie, a ta została regulaminowo ustalona na czwórkową. Dlatego też, wjeżdżając do wąwozu, Kozietulski prowadził kolumnę czwórkami (fr. en colonne par peloton). Później jednak (zapewne tuż przed pierwszą baterią) konie przeszły w cwał i nie można już było utrzymać ich w jakimkolwiek porządku. Tak więc, mówiąc o kolumnie czwórkowej, mówimy o samym początku szarży, w chwili przekraczania rowu i mostku. Ta uwaga dotyczy także kwestii dowodzenia w szalonym cwale (czasami określanym jako karier), gdy złamane zostały wszelkie zasady uporządkowanego szyku i nie mogło być mowy o jakimkolwiek dowodzeniu. Niegolewski był najstarszy stopniem spośród tych, którzy zdobyli ostatnią baterię i tylko w tym sensie „dowodził” w ostatnim etapie szarży, kiedy to na czele pędziło kilkunastu (w większości rannych szwoleżerów na rannych koniach).

## Somosierra w kulturze

Bitwa pod Somosierrą, mal. Louis-François Lejeune

Szarża szwoleżerów była często wykorzystywanym motywem zarówno w literaturze, jak i malarstwie. Opisywali ją uczestnicy w pamiętnikach. Znany historyk francuski Louis Adolphe Thiers nazwał jeden z tomów swego dzieła o epopei napoleońskiej (L'Histoire du Consulat et de l'Empire) „Somosierra”. Powstały obrazy: Juliusza, Jerzego i Wojciecha Kossaków, Januarego Suchodolskiego, Piotra Michałowskiego czy Michała Byliny, ale także Horacego Verneta, Louisa-François Lejeune’a i Hyppolita Bellangé. Powstały także prace takich malarzy jak Wiktor Mazurowski, Jan Rosen czy Zygmunt Rozwadowski. O bitwie wspominał Adam Mickiewicz:

On potem w Hiszpaniji, gdzie nasze ułany

Zdobyły Samosiery grzbiet oszańcowany,

Obok Kozietulskiego był ranny dwa razy!

O bitwie wspomniał także Wacław Gąsiorowski w powieści Huragan; na przełomie XIX i XX wieku bardzo popularna stała się pieśń patriotyczna „Wizja szyldwacha”, której refren brzmiał:

Barwny ich strój, amaranty zapięte pod szyją,

O Boże mój, jak ci nasi ułani biją!

Ziemia aż drży, młody szyldwach aż oczy przeciera,

Tak, on ich zna, to ułani spod Samosierra!

Maria Konopnicka napisała pieśń Wąwóz Samosierry, zaczynającą się od słów „A czyjeż to imię”.
Jacek Kaczmarski poświęcił jej jedną ze swych ballad

Pod prąd wąwozem w twarz ognistym wiatrom

Po końskie brzuchy w nurt płynącej lawy

Prze szwoleżerów łatwopalny szwadron

Gardła armatnie kolanami dławić

W mokry mrok topi głowy szwoleżerów

Deszcz gliny ziemi i rozbitej skały

Ci co polegną – pójdą w bohatery

Ci co przeżyją – pójdą w generały

W pieśni Czerwone maki na Monte Cassino szturmujący żołnierze są porównywani do „szaleńców” z Somosierry:

Runęli przez ogień straceńcy,

Nie jeden z nich dostał i padł…

Jak ci, z Samossierry, szaleńcy,

Jak ci, spod Rokitny, sprzed lat!

W związku z legendą Somosierry nie sposób nie wspomnieć o terminie „kozietulszczyzna”, jaki został ukuty przez przeciwników gloryfikacji epopei napoleońskiej, szczególnie modny w latach PRL-u, a mający dyskredytować bohaterskie czyny Polaków w czasach, gdy Polska znajdowała się pod zaborami. Termin ten miał być synonimem głupoty i sarmackiej niefrasobliwości, co miało przynosić Polakom wyłącznie straty. Co najważniejsze jednak (wbrew twierdzeniom Niegolewskiego, Ségura, Łubieńskiego i Krasińskiego), nie istnieją terminy „łubieńszczyzna”, czy „niegolewszczyzna”, z czego jasno wynika, komu historia przyznała laur dowodzenia szarżą.

## Upamiętnienie
Walki żołnierza polskiego pod Somosierrą zostały, po 1990 r., upamiętnione na Grobie Nieznanego Żołnierza w Warszawie napisem na jednej z tablic, „SOMOSIERRA 30 XI 1808”.
Od 1874 w parku w Niegolewie stał pomnik poświęcony bitwie pod Samosierrą, został zniszczony przez Niemców w 1940. W 2008 roku, w dwusetną rocznicę, w Niegolewie odsłonięto obelisk upamiętniający bitwę.
Bitwa ta jest wymieniona na Łuku Triumfalnym w Paryżu.

## Bibliografia

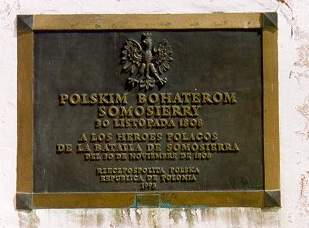
Polskim bohaterom Somosierry, 30 listopada 1808 – tablica pamiątkowa ufundowana przez hiszpańską Polonię